# 吉川萌
吉川 萌（よしかわ もえ、1985年9月18日 - ）は、日本の元AV女優。元ピースプロモーション所属。
趣味・特技:ショッピング、テニス

## 略歴
2005年にAVデビュー。2007年頃に引退。

## 出演作品

### イメージビデオ
- 素人着エロ倶楽部 ちなちゃん 21才 歯科助士 （2006年9月22日、写女） ※「ちな」名義[要出典]

### アダルトビデオ
2006年
- Tokyo 流儀 26 （10月1日、プレステージ）
- 萌えあがる募集若妻 淫らに狂い出す身売りわかづま 56 もえさん （10月20日、プレステージ）
- 僕はある日突然子供に…!! 夢のチルドレンらいふ 〜体は子供、頭は大人〜 （11月10日、プレステージ）…共演:福沢あや、椎名ちひろ、相沢のの、天乃ひな
- kawaii* collection 01 （11月25日、kawaii*）…他出演:鈴木ありさ、柚咲あんず
- Moe@bedroom （11月30日、ゴリラプロジェクト）
- 生撮り。 after School vol.03 （12月16日、マキシング）…オムニバス作品 他出演:MINA、AKINA、YUMIKO

2007年
- 女湯マッサージ! OLの皆さ〜ん! 美人仲居の私たちがお背中お流しします。 （1月18日、LADY×LADY）…共演:華美月、関彩菜 ほか
- OL発情期 （1月19日、日本メディアサプライ）…他出演:野々宮りん、椎名りく
- ハイスクール!巨乳組 （2月8日、V&Rプロダクツ）…共演:一色あずさ、瀬咲るな、飯島夏希、鏡桜子
- 若妻の恥じらい 2 （2月10日、ピースメーカー） ※「奈緒」名義[要出典]
- Tokyo Real Gals 2 （2月23日、笠倉出版社）共演:うさぎ、ゆう
- 中出し潮吹きアスリート （3月10日、AVS）
- 中出し治療クリニック （3月21日、V&Rプロダクツ）共演:綾野みゆき
- TOKYO GAL’S Moe [19] （3月24日、オーロラプロジェクト）
- W click （4月11日、プレステージ）…共演:芹沢明菜
- 美乳アイドルのぶっかけと精飲 （4月19日、エムズビデオグループ）
- 会社説明会の受付嬢をまかされたAV女優が… 3 （4月25日、ホットエンターテイメント）他出演:椎名りく、真中かおり
- 援・女子 （5月11日、プレステージ）他出演:Kちゃん ※「Mちゃん」名義[要出典]
- 今流行の過激イメージビデオだと騙して撮った猥褻映像 （5月19日、ひまわり企画）
- 出会い系解体新書 （5月25日、ビッグモーカル）
- SEX GIRL SELECTION VOL.1 （5月30日、ゴリラプロジェクト）オムニバス作品
- いやらしい若妻 （6月8日、ビッグモーカル）…他出演:咲月めい
- ラブレズ （6月19日、みるきぃぷりん♪）…共演:うらん
- メイドLEGS （6月22日、HRC）他出演:藤本さおり、瀬戸あずさ、高橋恵
- Water Gals 03 （6月22日、プレステージ）…共演:天咲めい
- 真正中出しプリンセス 7 （6月30日、モブスターズ）
- PORNOGRAPH 25 （7月7日、グラフィス）…他出演:永崎みや、大石もえ
- 中出し痴漢バス興業（株） 2 （7月5日、ナチュラルハイ）他出演:七瀬かすみ ほか
- 生ハメ連射砲×連続真正中出し （7月19日、みるきぃぷりん♪）…共演:うらん
- ト・モ・ダ・チ もえ 21歳 （7月27日、マックス・エー）
- 競泳水着ズラしてパコパコ （8月17日、メディアアーツ）他出演
- 悪い中出し （8月24日、ケイ・エム・プロデュース）他出演:佐々木渚紗、星優乃、島田香奈
- タクシー無賃乗車逆ナン 2 （9月6日、Hunter）他出演:里美りん、上原優
- 援交 CELEB 密会 もえ （9月22日、JFC）
- 夕暮れの浮気エロ奥様 3 （10月5日、JFC）
- MODEL CLUB CLASS A ver.08 （12月14日、silvia）他出演:反町ゆみ

2008年
- 濡れたJK （1月25日、しのだプロジェクト）…他出演:はるか悠、竹下あや、中村さら、森雫、霧島さつき
- 輪姦女学園 （2月2日、プレステージ）…共演:芹沢明菜、咲月めい、京本かえで
- 濡れたふたり （2月25日、しのだプロジェクト）共演:中村さら 他出演:はるか悠、竹下あや、森雫、霧島さつき

| スタブアイコン | サブスタブ | この項目は、まだ閲覧者の調べものの参照としては役立たない、性風俗関係者に関連した書きかけの項目です。この項目を加筆・訂正などしてくださる協力者を求めています（P:性/PJ:性）。 |